# Zweite Lautverschiebung
Die zweite Lautverschiebung, auch deutsche, hochdeutsche, althochdeutsche und zweite germanische Lautverschiebung genannt, ist die sprachwissenschaftliche Beschreibung eines regelhaften Lautwandels im Bereich des Konsonantismus, durch den sich die nachmaligen hochdeutschen Dialekte von den übrigen altgermanischen Varietäten fortentwickelten.
Zwei Konsonantenverschiebungen haben geschichtlich vom Indogermanischen über das Germanische zum Hochdeutschen geführt: die erste und die zweite Lautverschiebung. Durch die zweite Lautverschiebung wurde aus den südlichen westgermanischen Dialekten die althochdeutsche Sprache. Die Grenze dieser Lautverschiebung verläuft von West nach Ost, heute mehr oder weniger am Mittelgebirgsrand; sie wird als Benrather Linie bezeichnet.
Der Beginn dieser Veränderung wurde traditionell (etwa mit Hilfe von ehemals lateinischen Ortsnamen, bei denen die Gründung der Orte archäologisch datierbar ist) auf das frühe 6. Jahrhundert n. Chr. datiert. Nach mehreren neu gefundenen Inschriften, wie etwa der Runenschnalle von Pforzen, begann sie jedoch erst ab ca. 600 (falls nicht die Schreibung konservativ ist und die neuen Laute noch nicht wiedergibt).
Bei der zweiten Lautverschiebung handelte es sich um einen längerfristigen und mehrphasigen Prozess, der zu Beginn der Überlieferung des Althochdeutschen im 8. Jahrhundert n. Chr. noch nicht ganz abgeschlossen war. Die Ursachen für diese Lautverschiebung werden in der Forschung seit langem kontrovers diskutiert. Wahrscheinlich war es galloromanischer Einfluss, der zur hochdeutschen Lautverschiebung geführt hat.

## Mögliche Ursachen
Für die Ursachen des Lautwandels gibt es verschiedene Hypothesen. Jacob Grimm vermutete, dass die zweite Lautverschiebung vom physiologischen Stress der Völkerwanderungszeit verursacht wurde. Er hielt es für unmöglich, dass „ein so heftiger Aufbruch des Volkes nicht auch seine Sprache erregt hätte, sie zugleich aus hergebrachter Fuge rückend und erhöhend“. Julius Pokorny behauptete, dass der Lautwandel von einem Klimawandel verursacht worden sei. Er meinte, es habe um die Mitte des 1. Jahrtausends vor Christus in Europa einen Klimasturz gegeben. Die Menschen in den Höhenzügen Süddeutschlands und im Alpenraum seien deshalb gezwungen gewesen, mit festem Mundverschluss zu artikulieren, was eine Verstärkung der Aspiration zur Folge hatte. Sigmund Feist, Autor der germanischen Substrathypothese, vermutete, die Änderungen im Hochdeutschen seien von einem nicht-indogermanischen Substrat verursacht worden, spezifisch der – möglicherweise dem Etruskischen verwandten – rätischen Sprache. Für all diese Hypothesen gibt es jedoch kaum oder keine empirischen Belege.
Im Jahr 1949 postulierte der deutsche Sprachforscher Karl Meisen, die hochdeutschen Dialekte hätten sich erst in der Zeit der Völkerwanderung im ehemals germanischen Kolonialgebiet Süddeutschlands auf hauptsächlich keltischer Grundlage (d. h. auf einem Substrat) entwickelt. Stefan Sonderegger hielt es für denkbar, dass die hochdeutsche Lautverschiebung als Folge germanischer Superstratsiedlung auf galloromanischem Substrat nördlich der Alpen entstanden sei. Norbert Richard Wolf war der Meinung, dass ein (unspezifiziertes) sprachliches Substrat am wahrscheinlichsten sei.

## Betroffene Konsonanten und Phasen
Von der zweiten Lautverschiebung betroffen sind die stimmlosen Plosive [p] (bilabial), [t] (alveolar) und [k] (velar) sowie in Teilen die stimmhaften Gegenstücke [b], [d] und [g]. Steht ein [p] im Anlaut eines Wortes, im Inlaut nach den Sonoranten [m], [n], [l], [r] oder tritt es als Geminate (Doppelkonsonant) auf, so wird es zu der Affrikate [pf] verschoben, dementsprechend [t] zu [ts] ⟨z⟩ und [k] zu [kx]. Ungeminiertes, einfaches [p], [t], [k] nach Vokal wird zu Doppelfrikativ verschoben ([ff], [ss], [xx]). Diese Doppelfrikative werden allerdings im Auslaut, vor Konsonant und auch nach Langvokal zu [f], [s], [x] vereinfacht.

### Übersichtstabelle
Die Auswirkungen der Lautverschiebung werden besonders offensichtlich, wenn neuhochdeutsche Lexeme, die verschobene Konsonanten enthalten, mit ihren Entsprechungen im Niederdeutschen und modernen Englischen verglichen werden, wo die zweite Lautverschiebung nicht bzw. im Niederdeutschen nur teilweise nicht durchgeführt wurde. Die folgende Übersichtstabelle ist im Bezug zu den entsprechenden Wörtern der indogermanischen Ursprache (G = Grimmsches Gesetz; V = Vernersches Gesetz).
| Erste Lautverschiebung (Indoeuropäisch → Germanisch) | Phase | Zweite Lautverschiebung (Germanisch → Althochdeutsch) | Beispiele (Neuhochdeutsch)                                                                                                   | Jahrhundert | Dialektgebiete                                        |
| ---------------------------------------------------- | ----- | ----------------------------------------------------- | --- | ----------- | ----------------------------------------------------- |
| G: /*b/→/*p/                                         | 1     | /*p/→/ff/→/f/                                         | nd. slapen, engl. sleep → schlafen; nd. Schipp, engl. ship → Schiff                                                          | 4.–5.       | Ober- und Mitteldeutsch                               |
| G: /*b/→/*p/                                         | 2     | /*p/→/pf/                                             | nd. Peper, engl. pepper → Pfeffer; nd. Ploog, engl. plough → Pflug; nd. scherp, engl. sharp → obd., md. scharpf (dt. scharf) | 6.–7.       | Oberdeutsch                                           |
| G: /*d/→/*t/                                         | 1     | /*t/→/ss/→/s/                                         | nd. dat, wat, eten, engl. that, what, eat → das, was, essen                                                                  | 4.–5.       | Ober- und Mitteldeutsch 1                             |
| G: /*d/→/*t/                                         | 2     | /*t/→/ts/                                             | nd. Tied, engl. tide → Zeit; nd. tellen, engl. tell → zählen; nd. Timmer, engl. timber → Zimmer                              | 5.–6.       | Ober- und Mitteldeutsch                               |
| G: /*g/→/*k/                                         | 1     | /*k/→/xx/→/x/                                         | nd., nl. ik, aengl. ic → ich; nd. maken, engl. make → machen; nd., nl. ook, wfri. ek → auch                                  | 4.–5.       | Ober- und Mitteldeutsch 2                             |
| G: /*g/→/*k/                                         | 2     | /*k/→/kx/ und →/x/                                    | dt. Kind → südbair. Kchind, hoch- und höchstalem. Chind                                                                      | 7.–8.       | Südbairisch, Hoch- und Höchstalemannisch              |
| G: /*bʰ/→/*b/ V: /*p/→/*b/                           | 3     | /*b/→/p/                                              | dt. Berg, bist → zimbr. Perg, pist                                                                                           | 8.–9.       | teilweise Bairisch und Alemannisch                    |
| G: /*dʰ/→/*đ/→/*d/ V: /*t/→/*đ/→/*d/                 | 3     | /*d/→/t/                                              | nd. Dag, engl. day → Tag; nd. Vader, nfri. faader → Vater                                                                    | 8.–9.       | Oberdeutsch                                           |
| G: /*gʰ/→/*g/ V: /*k/→/*g/                           | 3     | /*g/→/k/                                              | dt. Gott → bair. Kott | 8.–9.       | teilweise Bairisch und Alemannisch                    |
| G: /*t/→/þ/ [ð]                                      | 4     | /þ/→/d/ /ð/→/d/                                       | engl. thorn, thistle, through, brother → Dorn, Distel, durch, Bruder                                                         | 9.–10.      | gesamtes kontinentalwestgermanisches Dialektkontinuum |

## Das Kerngeschehen im Detail

### Phase 1
Die erste Phase, die sich auf das ganze hochdeutsche Gebiet auswirkte, lässt sich vermutlich auf das 6. oder 7. Jahrhundert zurückdatieren. Die ältesten überlieferten Belege der Tenuesverschiebung stammen aus der Zeit nach 650 aus dem Edictus Rothari. Den Aussagen der Forschung zufolge liefern die vor-althochdeutschen Runen (ungefähr 600 n. Chr.) keinen überzeugenden Hinweis auf eine Tenuesverschiebung. In dieser Phase wurden die stimmlosen Verschlusslaute zwischenvokalisch zu Frikativgeminaten oder im Auslaut nach Vokal zu einzelnen Frikativen.
/p/ → /f/ = [fː~f] (geschrieben ⟨ff, f⟩)
/t/ → /s/ = [sː~s] (geschrieben ⟨ss, s, ß⟩)
/k/ → /x/ = [xː~x] (geschrieben ⟨ch⟩)
Anmerkung: In althochdeutschen und mittelhochdeutschen Wörtern steht z regelmäßig für den denti-alveolaren Frikativ /s/, s dagegen für den zurückgezogenen alveolaren Frikativ /s̠/. Die Schreibung h steht im Althochdeutschen nach Vokal für die Spirans /x/, im (frühen) Althochdeutschen außerdem vor Konsonant; vor Vokalen und im späteren Althochdeutschen auch vor Konsonanten steht h wie im heutigen Deutsch für den Hauchlaut /h/.
Beispiele:
- asächs. slāpan (nd. nl. slapen) : ahd. slāfan (nhd. schlafen)
- asächs. strāta (nd. Straat, nl. straat) : ahd. strāzza (nhd. Straße)
- asächs. rīki (nd. riek, nl. rijk) : ahd. rīhhi (nhd. Reich)

Es ist zu beachten, dass Phase 1 keinen Einfluss auf geminierte Verschlusslaute in Wörtern hatte, wie *appul „Apfel“ oder *katta „Katze“. Auch waren die Verschlusslaute nach anderen Konsonanten nicht betroffen in Wörtern wie *scarp „scharf“ oder *hert „Herz“, wo ein weiterer Konsonant zwischen den Vokal und den Verschlusslaut tritt. Diese Wörter blieben bis zur Phase 2 unverschoben.

### Phase 2
In der zweiten Phase, die im 8. Jahrhundert abgeschlossen war, wurden dieselben Laute zu Affrikaten (d. h. einem Verschlusslaut folgt eine Spirans). Dieses geschah in drei Umgebungen: im Anlaut, in der Verdopplung und nach einem Liquid (/l/ oder /r/) oder Nasal (/m/oder /n/).
/p/ → /pf/ (im Althochdeutschen auch ⟨ph⟩ geschrieben)
/t/ → /ts/ (geschrieben ⟨z⟩ oder ⟨tz⟩)
/k/ → /kx/ [kχ~kh] (im Althochdeutschen ⟨ch⟩, ⟨c⟩, ⟨kh⟩, ⟨k⟩ geschrieben)
Beispiele:
- asächs. appul (nd. Appel) : ahd. aphul (nhd. Apfel)
- asächs. skarp (nd. scharp) : ahd. scarph (nhd. scharf)
- asächs. catt (nd. Katt) : ahd. kazza (nhd. Katze)
- asächs. tam (nd. tamm) : ahd. zam (nhd. zahm)
- dt. lecken : ahd. lecchōn (alem. lekche, schlekche, schläkche  (/ʃlεkxә, ʃlækxә/))
- asächs. und ahd. werk (nhd. Werk) : ahd. (alem., bair.) werch (alem. Werch, Wärch)

Die Tenuesverschiebung fand nicht statt, wo eine Spirans dem Verschlusslaut vorausgegangen war, d. h. in den Lautfolgen /sp, st, sk, ft, ht/. /t/ blieb auch in der Lautung /tr/ unverschoben.
- asächs. sprā, sprēa (nd. Spree, Sprai ‚Star‘) : ahd. sparo (schweiz. Spar ‚Sperling‘)
- asächs., ahd. mast (nd. und nhd. Mast ‚Mastbaum‘)
- asächs., ahd. naht (nd. und nhd. Nacht)
- asächs., ahd. (gi)triuwi (nd. trü, nhd. treu)

Die später folgende Änderung von /sk/ → /ʃ/, geschrieben sch, fand im frühen Mittelhochdeutschen statt und ist nicht Teil der Tenuesverschiebung.
Diese Affrikaten (besonders /pf/) haben sich in einigen Dialekten zu Spiranten vereinfacht. Somit wurde /pf/ in bestimmten Fällen zu /f/. Im Jiddischen und in einigen ostmitteldeutschen Dialekten geschah dies im Anlaut, z. B. nd. Peerd, dt. Pferd, jidd. ferd. Es gab eine starke Tendenz zur Vereinfachung nach /r/ und /l/, z. B. werfen ← ahd. werpfan, helfen ← ahd. helpfan, aber einige Formen mit /pf/ bleiben erhalten, z. B. Karpfen.
Die Affrikatisierung von /t/→ /ts/ erscheint im ganzen hochdeutschen Gebiet.
Die Affrikatisierung von /p/ → /pf/ erscheint im gesamten Oberdeutschen, aber es gibt eine breite Variation im Mitteldeutschen. Je nördlicher der Dialekt, desto weniger weisen westmitteldeutsche Dialekte Konsonantenverschiebungen auf.
Die Affrikatisierung von /k/ → /kx/ ist geografisch stark eingegrenzt und fand nur in den südlichsten oberdeutschen Dialekten statt. Das Tirolerische (südbairische Dialekte aus Tirol) ist der einzige Dialekt, in dem die Affrikata /kx/ sich in allen Stellungen durchgesetzt hat. Im Hochalemannischen ist hingegen in den anderen Stellungen /k/ zu /x/ umgeformt worden, etwa bei Chuchichaschte ‚Küchenschrank‘ [ˈχʊxːɪˌχɑʃtə]. Dennoch gibt es /kx/ auch anlautend im modernen Hochalemannischen, das für jegliches k in Lehnwörtern benutzt wird, z. B. Karibik [kχɑˈriːbikχ].

### Phase 3
Die Phase 3 hat einen geografisch begrenzteren Radius als die Phase 2. Hier wurden die stimmhaften zu stimmlosen Verschlusslauten.
/b/ → /p/
/d/ → /t/
/g/ → /k/
Lediglich die Verschiebung der Dentale /d/ → /t/ fand ihren Weg in das Gegenwartsdeutsch. Die anderen Medienverschiebungen sind begrenzt auf das Hochalemannische der Schweiz und das Südbairische in Österreich. Diese Medienverschiebung begann vermutlich im 8. oder 9. Jahrhundert, nachdem Phase 1 und Phase 2 sich nicht mehr weiter entwickelten. Andernfalls wären auch die daraus resultierenden stimmlosen Verschlusslaute weiter zu Frikativen und Affrikaten verschoben worden.
Dem Zufall der verschiedenen Lautgesetze und -entwicklungen ist geschuldet, dass in jenen Wörtern, in denen urindogermanische stimmlose Verschlusslaute gemäß dem Vernerschen Gesetz zu stimmhaften wurden, die dritte Phase den Laut zu seinem Ursprung zurückführte (*/t/ → /d/ → /t/): indogermanisch *meh₂tḗr → früh-urgerm. *māþḗr (Grimms Gesetz) → spät-urgerm. *mōđēr (Vernersches Gesetz) → westgerm. *mōdar → ahd. muotar.
Beispiele:
- asächs. dōn (nd. doon) : ahd. tuon (nhd. tun)
- asächs. mōdar (nd. Moder) : ahd. muotar (nhd. Mutter)
- asächs. rōd (nd. root) : ahd. rōt (nhd. rot)
- asächs. biddian (nd. beden) : ahd. bitten, pitten (nhd. bitten, südbair. pitten)

## Andere Veränderungen im Detail

### Phase 4: þ/ð → d
Was gelegentlich als Phase 4 begegnet, verschob die dentalen Spiranten zu /d/. Charakteristisch hierfür ist, dass sie ebenfalls das Niederdeutsche, Niederländische und teilweise Friesische erfasst. Im Germanischen standen die stimmlosen und stimmhaften dentalen Spiranten þ und ð in allophonischem Zusammenhang, þ im Anlaut und ð im Wortinnern. Diese verschmolzen in ein einziges /d/. Diese Verschiebung trat so spät auf, dass noch unverschobene Formen in den frühesten althochdeutschen Texten zu finden sind und kann daher auf das 9. oder 10. Jh. datiert werden.
frühes ahd. thaz → klassisches ahd. daz (engl. that, isländ. það : nd. dat, dt. das)
frühahd. thenken → ahd. denken (engl. think, wfries. tinke : nl. dt. denken)
frühahd. thegan → ahd. degan (asächs. thegan, engl. thane : nd. dt. Degen ‚Krieger, Held‘)
frühahd. thurstag → ahd. durstag (engl. thirsty, saterfries. toarstich : nl. dorstig, dt. durstig)
frühahd. bruothar, bruodhar → ahd. bruodar (engl. brother, isländ. bróðir : nd. Broder, dt. Bruder)
frühahd. munth → ahd. mund (asächs. mūð, engl. mouth : nl. mond, dt. Mund)
frühahd. thū → ahd. dū (asächs. anl. thū, engl. thou : nd. dü, dt. du)
In Dialekten, die von Phase 4, aber nicht von der Verschiebung des Dentals der Phase 3 erfasst wurden, Niederdeutsch, Hochdeutsch und Niederländisch, verschmolzen zwei germanische Laute: þ wird d, aber das ursprüngliche d bleibt unverändert.
| Lautwechsel                                                           | Hochdeutsch | Niederdeutsch  | Niederländisch | Englisch |
| --------------------------------------------------------------------- | ----------- | -------------- | -------------- | -------- |
| original /þ/ (→ /d/ in Hochdeutsch, Niederdeutsch und Niederländisch) | Tode        | Dood           | dood           | death    |
| original /d/ (→ /t/ in Hochdeutsch)                                   | tote        | doode (weibl.) | dode           | dead     |

(Zum besseren Vergleich werden die deutschen Formen hier mit -e angeführt, um die Auswirkungen der Auslautverhärtung auszuschließen. Die Nominative sind Tod und tot beide ausgesprochen [toːt].) Eine Konsequenz daraus ist, dass der grammatische Wechsel beim Dental (d/t) im Mittelniederländischen entfällt.

### /ɣ/ → /g/
Der westgermanische stimmhafte velare Frikativ /ɣ/ wurde im Althochdeutschen in allen Stellungen zu /g/ verschoben. Man glaubt, dass dieser frühe Lautwandel spätestens im 8. Jahrhundert abgeschlossen war. Da die Existenz von einem /g/ in der Sprache eine Voraussetzung für die süddeutsche Verschiebung von g → k war, muss dies der Phase 3 der Kerngruppe der Hochdeutschen Konsonantenverschiebung vorausgehen. Die gleiche Veränderung ereignete sich unabhängig davon im Altenglischen um das 10. Jahrhundert (sich verändernde Muster von Alliterationen lassen diese Datierung als zulässig erscheinen), aber mit der wichtigen Ausnahme, dass vor einem hellen Vokal (e, i) die anglofriesische (auch nordseegermanische) Palatisierung eintrat und sich stattdessen ein /j/ ergab. Das Niederländische hat sich das ursprüngliche germanische /ɣ/ bewahrt, obwohl im Niederländischen dies mit der Graphie ⟨g⟩ wiedergegeben wird. Der Unterschied zwischen diesem (dem niederländischen) und dem englischen bzw. deutschen Konsonanten ist in der geschriebenen Form nicht sichtbar.
- nl. goed (/ɣuːt/) : dt. gut, nd. goot, engl. good, saterfries. goud [g]

- nl. gisteren (/ɣɪstərә(n)/) : nd. gistern, dt. gestern [g] : engl. yesterday, wfries. juster [j]

### /v/ → /b/
Das westgermanische *ƀ (vermutlich gesprochen [v]), ein Allophon von /f/, wurde im Althochdeutschen zwischen Vokalen und ebenfalls nach /l/ zu /b/.
asächs. liof (nd. leev) : ahd. liob, liup (dt. lieb)
asächs. haƀoro (nd. Haver) : ahd. habaro (schweiz. bair. schwäb. Haber ‚Hafer‘)
asächs. half (nd. halv) : ahd. dt. halb
mnd. lēvere (nd. Lever) : ahd. lebara (dt. Leber)
asächs. self (nd. sülv) : ahd. dt. selb
asächs. salƀa (nd. Salve) : ahd. salba (dt. Salbe)
Bei starken Verben wie dem deutschen heben (nd. heven) und geben (nd. gäven, geven) trug die Verschiebung dazu bei, die [v]-Formen im Deutschen zu eliminieren. Aber eine genaue Beschreibung dieser Verben wird erschwert aufgrund der Auswirkungen des grammatischen Wechsels, in dem [v] und /b/ innerhalb einzelner, früher Formen desselben Verbs miteinander wechseln. Im Falle von schwachen Verben, wie z. B. haben (nd. nl. hebben, engl. have) und leben (nd. nl. leven, engl. live), haben die Konsonantenunterschiede einen unterschiedlichen Ursprung; sie sind Resultat des Primärberührungseffekts (germanische Spirantenregel) und einem darauf folgenden Prozess von Angleichung.

### /s/ → /ʃ/
Das Hochdeutsche erfuhr die Verschiebung /sk/, /sl/, /sm/, /sn/, /sp/, /st/, /sw/ → /ʃ/, /ʃl/, /ʃm/, /ʃn/, /ʃp/, /ʃt/, /ʃw/ im Anlaut. Die Verschiebung /sk/ zu /ʃ/ vollzog sich auch in den meisten anderen westgermanischen Sprachen, vgl. ahd. scif → nhd. Schiff, asächs. skip → nd. Schipp, aengl. scip → engl. ship. Die englischen Wörter mit sc- sind gewöhnlich Lehnwörter aus dem Lateinischen (z. B. lat. scriptum → engl. script), Französischen (anormann. escren → screen) oder Nordischen (anorw. skræma → scream; vgl. aengl. scriccettan → engl. shriek „schreien, kreischen“ neben anord. skrækja → engl. screak)
dt. spinnen (/ʃp/) : nd. nl. spinnen, engl. spin
dt. Straße (/ʃt/) : nd. Straat, engl. street
dt. Schiff : schwed. skepp

## Auslautverhärtung
Andere Veränderungen schließen eine allgemeine Tendenz zur Auslautverhärtung im Deutschen, im Niederländischen, im Friesischen und in weitaus begrenzterem Ausmaß im Englischen ein. So werden im Deutschen /b/, /d/ und /g/ am Ende eines Wortes als /p/, /t/ und /k/ ausgesprochen, im Niederländischen /b/ und /d/ als /p/ und /t/ und im Friesischen /d/ als /t/.
Die ursprünglich stimmhaften Konsonanten werden für gewöhnlich in der modernen deutschen und niederländischen Rechtschreibung verwendet. Wahrscheinlich weil zugehörige gebeugte Formen, bei denen wie beim Plural Tage das Wort nicht mit dem Verschlusslaut endet, die stimmhafte Form haben. Wegen dieser gebeugten Formen sind sich Muttersprachler auch in Bezug auf die Grundform der zugrundeliegenden stimmhaften Phoneme bewusst und schreiben das Wort analog. Allerdings wurden im Mittelhochdeutschen diese Laute oft phonetisch geschrieben: Singular tac, Plural tage.

## Chronologie
Abgesehen von þ → d war die hochdeutsche Lautverschiebung vor den Anfängen der Schriftlichkeit des Althochdeutschen im 9. Jahrhundert eingetreten. Eine Datierung der verschiedenen Phasen ist daher nur annäherungsweise möglich.
Unterschiedliche Schätzungen erscheinen gelegentlich, z. B. bei Waterman, der die Meinung vertrat, dass die ersten drei Phasen ziemlich nahe aufeinander folgten und auf alemannischem Gebiet um 600 n. Chr. abgeschlossen waren, aber noch zwei oder drei Jahrhunderte brauchten, um sich nach Norden auszubreiten.
Die nützlichsten chronologischen Datenquellen sind deutsche Wörter, die in Texten der spätantiken und frühmittelalterlichen Periode zitiert werden. Aussagekräftig sind früh bezeugte Personennamen wie Buccelenus (aus germanisch Butto + lin, mit cc = tz), Zaban und Phāt (mit ph = pf) sowie früh bezeugte Ortsnamen wie Ziurichi (‚Zürich‘, aus Turīcum) und Zurzacha (‚Zurzach‘, aus Torta aqua), die alle aus dem 6. Jahrhundert stammen; der Personenname Dorih ist aus dem frühen 7. Jahrhundert bezeugt. Frühe Verschiebungsbeispiele aus dem Mittelfränkischen sind staffulus und hase ‚Hass‘ aus dem 7. und 8. Jahrhundert. Weniger aussagekräftig ist der Personenname Etzel für den im 5. Jahrhundert bezeugten Attila, da der Name erst sehr viel später überliefert wird. Die Tatsache, dass viele lateinische Lehnwörter im Deutschen verschoben erscheinen (z. B. lateinisch strata → deutsch Straße), hingegen andere nicht (z. B. lat. poena → dt. Pein), erlaubt die Datierung des Lautwandels vor oder nach der entsprechenden Periode der Entlehnung.
Der Wiener Germanist Peter Wiesinger hat einzelne Verschiebungsschritte für das bairische Dialektgebiet anhand der Lautveränderungen vorgermanischer geographischer Namen datiert:
- Phase 1 und 2: /p/ → /pf/ und /t/ → /ts/ 550–650, /k/ → /xx/ 565-650, /k/ → /kx/ 750–800 n. Chr.
- Phase 3: /b/ → /p/ 740–780, /d/ → /t/ 700–760, /g/ → /k/ ab 770 n. Chr.

Eine relative Chronologie für die Phasen 2, 3 und 4 kann ziemlich einfach dadurch festgestellt werden, dass t → tz der Verschiebung von d → t vorausging und diese muss þ → d vorausgegangen sein. Andernfalls hätten alle Wörter mit einem ursprünglichen þ alle drei Verschiebungen durchlaufen und als tz enden müssen. Da die Form kepan für „geben“ im Altbayrischen belegt ist, zeigt sie, dass /ɣ/ → /g/ → /k/ und /v/ → /b/ → /p/ verschoben wurde. Daraus ist zu folgern, dass /ɣ/ → /g/ und /v/ → /b/ vor Phase 3 erfolgte.

## Geographische Verteilung

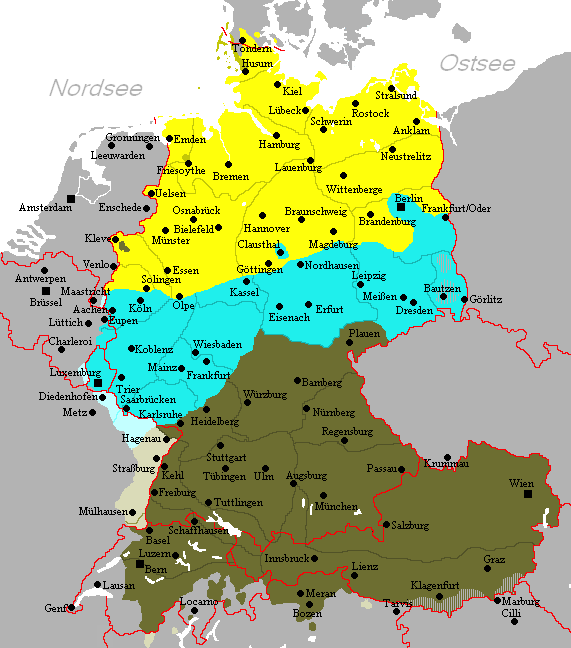
Die Benrather Linie trennt das Gebiet der niederdeutschen und niederfränkischen Dialekte (gelb) vom mittel- (türkis) und oberdeutschen Dialektraum.

Im Großen und Ganzen lässt sich sagen, dass Phase 1 im nachmaligen ober- und mitteldeutschen Sprachraum wirksam war, Phase 2 und 3 jedoch nur im nachmaligen oberdeutschen Sprachraum (inklusive Schweiz, Österreich, Südtirol) und Phase 4 die ganze deutsche und Niederländisch sprechende Region betraf. Die allgemein akzeptierte Grenze zwischen Mittel- und Niederdeutschland, die maken-machen-Linie, wird die Benrather Linie genannt, da sie in der Nähe der Düsseldorfer Vorstadt Benrath den Rhein quert. Demgegenüber wird die Hauptgrenze zwischen Mittel- und Oberdeutschland Speyerer Linie genannt. Diese Isoglosse quert den Rhein nahe der Stadt Speyer und ist damit etwa 200 km weiter südlich zu verorten als die Benrather Linie. Mitunter wird diese Linie auch die Appel-Apfel-Linie genannt.
Jedoch ist eine genaue Beschreibung der geographischen Verteilung des Wandels viel komplexer. Im Rheinland und in der Pfalz gibt es keine scharfe Trennlinie zwischen einem Gebiet mit verschobenen Lauten und einem Gebiet ohne verschobene Laute. Vielmehr ist die Gültigkeit der potenziell möglichen Verschiebungen abhängig vom jeweiligen Laut (p, t, k) und teilweise sogar nur von dessen Position im Wort; in gewissen Fällen sind selbst nur Einzelwörter betroffen. So liegt beispielsweise die ik-ich-Linie weiter nördlich als die maken-machen-Linie in Westdeutschland, stimmt mit ihr in Mitteldeutschland überein und liegt an ihrem östlichen Ende weiter südlich, obwohl beide die gleiche Verschiebung /k/ → /x/ anzeigen. Diese sich besonders deutlich im Westen fächerartig zergliedernden Isoglossen zwischen niederdeutscher beziehungsweise niederfränkischer Lautung und hochdeutscher Lautung nennt man den rheinischen Fächer.
| Dialekte und Isoglossen des Rheinischen Fächers (Absteigend von Norden nach Süden: Dialekte in den grau unterlegten Feldern, Isoglossen in den weißen Feldern) |                 |                              |
| Isoglosse | Norden          | Süden                        |
| Niederfränkisch (Niederländisch, Niederrheinisch) |                 |                              |
| Uerdinger Linie (Uerdingen) | ik              | ich                          |
| Limburgisch |                 |                              |
| Benrather Linie (Grenze: Niederfränkisch – Mitteldeutsch) | maken           | machen                       |
| Ripuarisch (Kölsch, Bönnsch, Öcher Platt) |                 |                              |
| Bad Honnefer Linie (Staatsgrenze NRW-RP) (Eifel-Schranke) | Dorp            | Dorf                         |
| Westmoselfränkisch (Eifler Mundart, Luxemburgisch, Trierisch)                                                                                                  |                 |                              |
| Linzer Linie (Linz am Rhein) | tëschen, tëscht | zwëschen, zwëscht ‚zwischen‘ |
| Bad Hönninger Linie | op              | of ‚auf‘                     |
| Ostmoselfränkisch (Koblenzer Platt) |                 |                              |
| Bopparder Linie (Boppard) | Korf            | Korb                         |
| Sankt Goarer Linie (Sankt Goar) (Hunsrück-Schranke) | dat             | das                          |
| Rheinfränkisch (Hessisch, Pfälzisch) |                 |                              |
| Speyerer Linie (Fluss Main) (Grenze: Mitteldeutsch – Oberdeutsch)                                                                                              | Appel           | Apfel                        |
| Oberdeutsch |                 |                              |

## Langobardisch
Manche aus Phase 2 und 3 hervorgegangenen Konsonantenverschiebungen können auch im Langobardischen beobachtet werden. Die frühmittelalterliche germanische Sprache Norditaliens ist allerdings nur durch Runenfragmente sowie einzelne Namen und Wörter in lateinischen Texten aus dem späten 6. und 7. Jahrhundert bezeugt. Deshalb erlauben die langobardischen Quellen keine ausreichenden Nachweise. Daher ist es unsicher, ob diese Sprache die komplette Verschiebung oder nur sporadische Reflexe der Verschiebung aufwies. Doch ist die aus dem benachbarten Altbairischen bekannte Verschiebung b→p deutlich erkennbar. Dies könnte darauf hinweisen, dass die Verschiebung in Italien begonnen oder aber dass sie sich nach Süden wie nach Norden gleichermaßen ausgebreitet hat. Ernst Schwarz und andere sind der Auffassung, dass die Verschiebung im Althochdeutschen aus dem Sprachkontakt mit dem Langobardischen hervorging. Wenn es wirklich eine Verbindung gibt, würde der Nachweis im Langobardischen darauf schließen lassen, dass die Phase 3 bereits im späten 6. Jahrhundert begonnen haben muss, also viel früher als bisher angenommen. Hingegen bedeutet dies nicht zwingend, dass sie sich schon damals im heutigen Deutschland verbreitet hatte.
Wenn, wie manche Wissenschaftler annehmen, das Langobardische eine ostgermanische Sprache und nicht Teil des deutschsprachigen Dialektraums war, ist es möglich, dass parallele Verschiebungen unabhängig im Deutschen und im Langobardischen stattgefunden haben. Die noch erhaltenen Wörter des Langobardischen zeigen jedoch klare Ähnlichkeiten zum Bairischen. Deshalb sind Werner Benz und andere der Auffassung, dass das Langobardische ein althochdeutscher Dialekt ist. Es bestanden enge Verbindungen zwischen den Langobarden und den Proto-Bayern: Die Langobarden waren bis 568 im „Tullnerfeld“ angesiedelt (etwa 50 km westlich von Wien); einige Gräber der Langobarden sind nach 568 angelegt worden; offenbar sind nicht alle Langobarden im Jahre 568 nach Italien gezogen. Die Verbliebenen scheinen Teil der sich neu formenden Gruppe der Bajuwaren geworden zu sein.
Als Columban (Missionar der Lombarden) kurz nach 600 zu den Alemannen am Bodensee kam, ließ er Fässer zerschlagen, die cupa genannt wurden (englisch cup; deutsch Kufe). So berichtet es Jonas von Bobbio (vor 650) in der Lombardei. Dies zeigt, dass zur Zeit Columbans die Verschiebung von p zu f weder im Alemannischen noch im Langobardischen stattgefunden hatte. Der Edictus Rothari (643; erhaltene Handschrift nach 650; siehe oben) aber belegt die Formen grabworf (‚einen Körper aus dem Grab werfen‘, deutsch Wurf und Grab), marhworf (‚ein Pferd, ahd. marh, wirft den Reiter ab‘) und viele andere Verschiebungsbeispiele.
Demnach ist es also am wahrscheinlichsten, die Konsonantenverschiebung als eine gemeinsame langobardisch-bairisch-alemannische Verschiebung der Jahre 620–640 anzusehen, als die drei Stämme enge Kontakte zueinander hatten.

## Beispieltexte
Als Beispiel für die Folgen der Verschiebung kann man die folgenden Texte aus dem späten Mittelalter vergleichen. Die linke Seite zeigt einen mittelniederdeutschen Ausschnitt aus dem Sachsenspiegel (1220) ohne Lautverschiebung, die rechte Seite zeigt den Text aus dem mittelhochdeutschen Deutschenspiegel (1274), in dem die verschobenen Konsonanten zu erkennen sind. Beides sind verbreitete Rechtstexte dieser Periode.
| Sachsenspiegel (II,45,3) |  | Deutschenspiegel (Landrecht 283) |
| --- |  | --- |
| De man is ok vormunde sines wives, to hant alse se eme getruwet is. Dat wif is ok des mannes notinne to hant alse se in sin bedde trit, na des mannes dode is se ledich van des mannes rechte. |  | Der man ist auch vormunt sînes wîbes zehant als si im getriuwet ist. Daz wîp ist auch des mannes genôzinne zehant als si an sîn bette trit nâch des mannes rechte. |

## Unverschobene Formen im Hochdeutschen
Die hochdeutsche Konsonantenverschiebung ist ein Beispiel einer Lautveränderung, die keine Ausnahmen zulässt, und wird daher häufig von den Junggrammatikern als solche angeführt. Jedoch bezieht das moderne Standarddeutsch, obwohl auf dem Mitteldeutschen basierend, sein Vokabular aus allen deutschen Dialekten. Wenn ein ursprüngliches deutsches Wort (im Gegensatz zu einem Lehnwort) von der Verschiebung nicht betroffene Konsonanten enthält, werden sie gewöhnlicherweise als niederdeutsche Formen erklärt.
Entweder kam die verschobene Form außer Gebrauch, wie bei:
- Hafen ‚Anker- und Liegeplatz für Schiffe‘, Mittelhochdeutsch gab es die verschobene Form habe(ne), aber die niederdeutsche Form ersetzt es in der Neuzeit. Ein ähnlicher Fall ist der niederdt. Hafer, die lautgerechte Form Haber wurde in der Frühen Neuzeit verdrängt und ist heute nur noch in süddeutschen Dialekten (schweizerisch, schwäbisch, österreichisch-bairisch) gebräuchlich.

oder die zwei Formen existierten Seite an Seite, wie in:
- Lippe (gegenüber obd. Lefze, v. a. die Lutherbibel sorgte hier für die Ausbreitung der niederdeutschen Form); Pocke (frühnhd.-md. poche, obd. pfoche), schnappen (obd. schnapfen). Ein komplexerer Fall ist backen (obd. bachen), wo erstere Lautung wohl auf ein schon vordeutsch vorhandenes geminiertes Intensivum *bakk- zurückgeht und nicht wie Letzteres auf vordeutsch *bakan.[21]

Jedoch ist hierbei eine weitere Gruppe von Wörtern mit anlautendem p zu beachten, die nicht etwa aus dem Niederdeutschen, sondern dem Oberdeutschen stammen bzw. eine Schreibkonvention der oberdeutschen Schreibsprache bewahren (das ist auch der Grund, warum viele Orts- und Personennamen in Bayern und Österreich anlautendes p haben, z. B. Pichler, Pointner, Kreuzpaintner, Puchheim, Penning, Ruhpolding):
- Pilz (frühnhd. bülz oder bilz, letztlich aus lat. bōlētus), Pracht (frühnhd. bracht), Polster (vgl. ahd. bolstar), Pleuelstange (vgl. bleuen ‚schlagen‘), Pranke (aus spätlat. branca ‚Pfote‘), picken (neben bicken), Pickel (i. S. v. Spitzhacke, neben Bicke(l), mhd. bicke)[22]

Die überwiegende Mehrheit von Wörtern im Gegenwartsdeutsch, die bestimmte Muster von Konsonanten enthalten, die bei der Verschiebung beseitigt worden waren, sind jedoch aus dem Lateinischen, den romanischen Sprachen, dem Englischen oder den slawischen Sprachen entlehnt:
- Paar, aus mittellateinisch pār;
- Peitsche, aus altsorbisch *bič ‚Geißel‘ (vgl. obersorbisch bič, niedersorbisch bic, auch ‚Schlegel, Dreschflegel‘)